# NN-119
La carretera NN‑119 es una vía departamental secundaria que se encuentra en el departamento de Chontales. Conecta la comunidad de Talolinga con la zona ribereña de Puerto Díaz, sobre la orilla oriental del Lago de Nicaragua.

## Trazado y cruces
| km   | Localidad / Punto | Departamento | Conexión / Ruta |
| ---- | ----------------- | ------------ | --------------- |
| 0,0  | Talolinga         | Chontales    | NN 118          |
| 12,7 | Puerto Díaz       | Chontales    | Acceso lacustre |

## Coordenadas
Uno de los tramos de la NN‑119 puede ser encontrado en las coordenadas: 11°36′14″N 84°22′41″O / 11.6040, -84.3780